# مؤتمر السياسة العالمية
مؤتمر السياسة العالمية هو منظمة مستقلة تهدف إلى المساهمة في تحسين كافة جوانب الحوكمة واضعةً نصب أعينها تعزيز عالم أكثر انفتاحًا وازدهارًا وعدلًا وأكثر احترامًا لتنوع الدول والأمم. تأسس المؤتمر على يد رئيس المعهد الفرنسي للعلاقات الدولية تيري دو مونبريال في عام 2008م.
يتناول هذا المؤتمر السنوي مناظرات تجمع في صفوفها مجموعة من القادة السياسيين والاقتصاديين والدبلوماسيين فضلًا عن ممثلين من المجتمع المدني وخبراء وصحفيين من جميع أنحاء العالم. ويهدف إلى التمعن والنقاش وتقديم حلول بناءة لكبرى القضايا الإقليمية والدولية في جو من الاحترام والتسامح.
احتل مؤتمر السياسة العالمية المرتبة الثالثة على قائمة أفضل المؤتمرات التي تعقدها المجمعات الفكرية بحسب برنامج المجمعات الفكرية والجمعيات المدنية (تي تي سي إس بّي) التابع لمعهد لاودر بجامعة بنسلفانيا في تقريره الذي حمل عنوان فهرس المجمعات الفكرية العالمية المضمونة لعام 2017.

## أسس دبليو بّي سي
تأسس مؤتمر السياسة العالمية (دبليو بّي سي) على ثلاثة أفكار مكملة لبعضها البعض:
- طبيعة العولمة
يدخل مؤتمر السياسة العالمية في سياقٍ بلغت فيه العولمة وصلات الوصل الرابطة ما بين البلدان حدودًا لم تبلغها من ذي قبل في قوتها سواءً أكان ذلك على المستوى السياسي أو الاقتصادي أو البيئي. تناول المؤتمر في نسخته الأولى لسنة 2008 أزمة الرهن العقاري التي كانت قد نشبت في الولايات المتحدة وانتشرت في العالم منذ حينها.
- ما تزال العلاقات الدولية قائمة على العلاقات ما بين الدول
ما زال العالم منظمًا على شكل كيانات سياسية ألا وهي الدول وذلك رغم تجلي ظاهرة العولمة. ويميز هذه الدول امتلاكها لإقليم وسكان وحكومة. كذلك تمتلك كل منها ثقافة وقيم ومؤسسات مشتركة ولديها حدود فاصلة.
- بناء نظام دولي جديد (أو بناء حوكمته) وهو ليس شأنًا يخص الدول وحسب. إذ يجب على الدول إقرار إصلاحات والتعاون من أجل ضمان حوكمة عالمية حسنة، ولكن لا يمكن لها أن تكون الجهة الوحيدة التي تعمل من أجل تحقيق هذا الهدف. ينبغي أيضًا على المنظمات غير الحكومية والمجمعات الفكرية ومن جملتها المعهد الفرنسي للعلاقات الدولية المشاركة في هذه العملية. يجب أن يكون كل عضو قادرًا على التعبير عن وجهة نظره والتأثير على الخيارات المتخذة من خلال عملية صناعة قرار مناسبة. وأخيرًا فإنه يجب على المؤسسات العالمية (الأمم المتحدة) بالإضافة إلى المؤسسات الإقليمية (الاتحاد الأفريقي وجامعة الدول العربية) والمؤسسات المختصة (صندوق النقد الدولي والبنك الدولي والوكالة الدولية للطاقة ومنظمة الصحة العالمية) التكيف مع النظام العالمي الجديد وإيجاد حلول مناسبة.

## مركزًا للتأثير والفكر والتباحث
تقوم الأشكال الثلاثة من الاجتماع ألا وهي الجلسات العامة وورش العمل ونقاشات الغداء أو العشاء على مفهوم التفاعل البناء ما بين القطاعين العام والخاص في أعلى مستوياته. يتمتع كل متحدث في الجلسات العامة بحقوق مخصوصة به ومتساوية مع غيره من المتحدثين على المنصة بصرف النظر عن وضع بلده الأصلي على المسرح العالمي.

## موقعًا غير رسمي لعقد الاجتماعات
يجري اختيار كل مشارك بصورة فردية بالرجوع إلى مجموعة من المعايير مثل عوامل إقليمية وعملية وأخرى مرتبطة بالناحية الإعلامية. يظل عدد المشاركين في كل مؤتمر محدودًا من أجل ضمان جعل الاجتماعات مثمرة قدر الإمكان. تتحقق على هذا أساس جميع الشروط التي تمكن المشاركين من التعبير عما يدور في أذهانهم بحرية في جو ترحيبي دافئ وهو ما يخلق موقعًا غير رسمي لعقد الاجتماعات رفيعة المستوى.

## ملحقات المؤتمر
غالبًا ما تكون مداولات المؤتمر موثقة بمعظمها وتُنشر بصورة واسعة وذلك نظرًا لكون الهدف المرغوب منها هو إثارة للنقاش العام.

### المنشورات المطبوعة
يُنشر بعد انعقاد كل نسخة من دبليو بّي سي تقرير خاص. يحوي هذا التقرير على أهم المقتطفات الجديرة بالملاحظة من العروض التقديمية وملفات تعريف جميع المشاركين بالإضافة إلى وصف لجميع شركاء دبليو بّي سي. تُوضح الملامح الرئيسية في كل مؤتمر من خلال عدد كبير من الصور. توزع آلاف النسخ من هذا المنشور ثنائي اللغة (بالفرنسية والإنجليزية) حول العالم في كل عام. يمكن كذلك تحميل التقرير بصيغة بّي دي إف من موقع دبليو بّي سي.